# Fara Gera d'Adda
Fara Gera d'Adda (Fara in dialetto bergamasco, e semplicemente Fara fino al 1864) è un comune italiano di 8 010 abitanti della provincia di Bergamo in Lombardia.
Situato nella Gera d'Adda, sulla riva sinistra del fiume Adda, dista circa 20 chilometri a sud-ovest dal capoluogo orobico.

## Origini del nome
Il nome indica chiaramente un'origine longobarda: la fara longobarda era infatti un gruppo di famiglie legate tra loro da vincoli di parentela e costituiva la struttura di base su cui si reggeva l'organizzazione sociale e militare del popolo longobardo.
Con Gera d'Adda si identifica la zona della pianura in cui si trova il paese: gera è una parola dialettale (che come l'equivalente italiano ghiaia deriva dal latino glarea) che identifica la conformazione geologica dei territori posti tra il fiume Adda ed il Serio.

## Storia

### Età medioevale
La storia del paese ha origine attorno al VI secolo, quando sul territorio cominciarono a insediarsi i Longobardi.
In particolare Autari, re longobardo, favorì l'insediamento della propria fara e vi costruì un importante luogo di culto ariano conosciuto come Basilica autarena. Il luogo assunse quindi grande importanza nella geografia del tempo, assumendo il nome di Fara Autarena, in onore del suo fondatore.
Il dominio longobardo, durante il quale si verificò anche la conversione della popolazione longobarda al cattolicesimo, durò fino all'irruzione dei Franchi nel territorio (774) e l'instaurazione del Sacro Romano Impero. Da quel momento il paese perse il ruolo di primissimo livello che aveva avuto fin dalla propria nascita.
Gli imperatori della nuova entità politica affidarono il controllo feudale di Fara al vescovo di Bergamo, il quale diede avvio a una serie di opere di fortificazione del borgo, costruendovi mura di protezione ed un castello con tanto di fossato, come documentato da una serie di atti datati 904.
Queste fortificazioni tornarono utili nei decenni successivi, quando esplosero gli scontri tra i feudatari faresi, di schieramento guelfo, ed i milanesi, di fazione ghibellina: questi ambivano ad estendere i loro domini anche al di là del fiume Adda, da sempre confine dei loro possedimenti, trovando la netta contrapposizione del vescovo-conte di Bergamo, il quale chiese aiuto direttamente all'imperatore Federico Barbarossa. Questi ribadì la sua concessione in un editto del 1156, anche se il popolo si oppose a questa scelta. Il Barbarossa allora attaccò il borgo nel 1160, mettendolo a ferro e fuoco e distruggendone il castello.
La ricostruzione del paese fu tuttavia immediata, e per più di un secolo non si verificarono altri episodi di rilievo. A partire dall'inizio del XIV secolo ripresero nuovamente le dispute volte al predominio politico, con numerosi ribaltamenti di fronte, che parvero concludersi con l'inizio della dominazione della famiglia milanese degli Sforza, che inserirono il borgo nel Marchesato di Caravaggio.

### Età moderna
All'interno di questa istituzione si ritagliò uno spazio di grande importanza la famiglia dei Melzi, i cui membri riuscirono a staccarsi dall'entità comunale farese, fondando nel 1580 il comune di Massari de' Melzi (oggi Badalasco, località all'interno del territorio del comune di Fara Gera d'Adda).
Nei secoli successivi Fara si trovò a gravitare nell'orbita del Ducato di Milano, alla cui guida si alternarono gli spagnoli e poi gli austriaci.
Nel maggio 1796 il paese, unitamente a tutta la Gera d'Adda, fu occupata dalle truppe di Napoleone Bonaparte ed entrò a far parte della Repubblica Cisalpina; in seguito alla nuova ripartizione territoriale francese Fara entrò a far parte del dipartimento dell'Adda, con capoluoghi Crema e Lodi, e dopo lo smembramento di questo, del dipartimento del Serio (con capoluogo Bergamo).

### Età contemporanea
Dopo la caduta di Napoleone, gli austriaci rioccuparono la Lombardia e vi restarono fino alla nascita del Regno d'Italia, datato 1859.
Nel 1871 Massari Melzi, dopo quasi trecento anni, venne riannessa a Fara.
È alla fine del XIX secolo che viene edificato il Linificio Canapificio Nazionale che cambierà per sempre la geografica fisica e la demografia cittadina.
A fine XIX e inizio XX secolo vi furono diversi scioperi, con interventi delle autorità che inviarono l'esercito e i carabinieri. Dominanti in consiglio comunale sono stati i popolari e vi era solo una sparuta minoranza di consiglieri di area socialista.
Nel corso degli anni '20 l'amministrazione comunale fu fatta dimettere da fascisti provenienti da altri comuni che definirono il sindaco e la giunta "ormai superati".
Ad una manifestazione del partito popolare fu rotta l'asta della bandiera bianca durante una manifestazione a causa dell'intervento delle camicie nere e il sacerdote presente utilizzò il tessuto per far realizzare dei paramenti sacri con l'accordo dei consiglieri del partito, dato il divieto di manifestazioni politiche.
Scarsa fu l'adesione al fascismo degli ex combattenti che si sviluppò in maniera più consistente a partire dal 1934.
Nel corso della guerra furono fatti dei lavori di ampliamento del ponte che divenne veicolare. Il 25 aprile con la proclamazione dello sciopero generale il Linificio entrò in sciopero; i tedeschi furono scacciati dal ponte dai partigiani e si ritirarono a Cassano d'Adda. Tra i gruppi partigiani operanti a Fara vi furono la Squadra Armata Patriottica (SAP) Matteotti e il distaccamento "Barbieri" della 171ª Brigata Garibaldi. In tutto 60 elementi solo ad alcuni al termine della guerra fu riconosciuta la qualifica di partigiano.
Tra la notte del 26 e la mattina del 27 due partigiani, tra cui Abele Crespi, furono uccisi dalla colonna tedesca in ritirata (il primo da una bomba a mano e il secondo mitragliato).
Il 27 in tarda mattinata, dopo aver centrato con un colpo del cannone del carro armato il campanile della chiesa di Canonica d'Adda, le forze tedesche si arrendono a carri armati americani che presidiano ormai la zona.
Nel secondo dopoguerra, per la durata della prima repubblica, Fara è stata governata dalla Democrazia Cristiana.
Il ponte è stato riportato a semplice passerella pedonale e così mantenuto.

### Simboli
Lo stemma e il gonfalone sono stati concessi con decreto del presidente della Repubblica dell'11 maggio 1951.
La fortezza nell scudo ricorda il castello ampliato e rinforzato nelle sue mura dai vescovi di Bergamo che furono feudatari del paese. Gli smalti di oro e di rosso sono gli stessi dell'emblema del capoluogo Bergamo.
Il gonfalone è un drappo di azzurro.

## Monumenti e luoghi d'interesse

### Architetture religiose

#### Basilica autarena

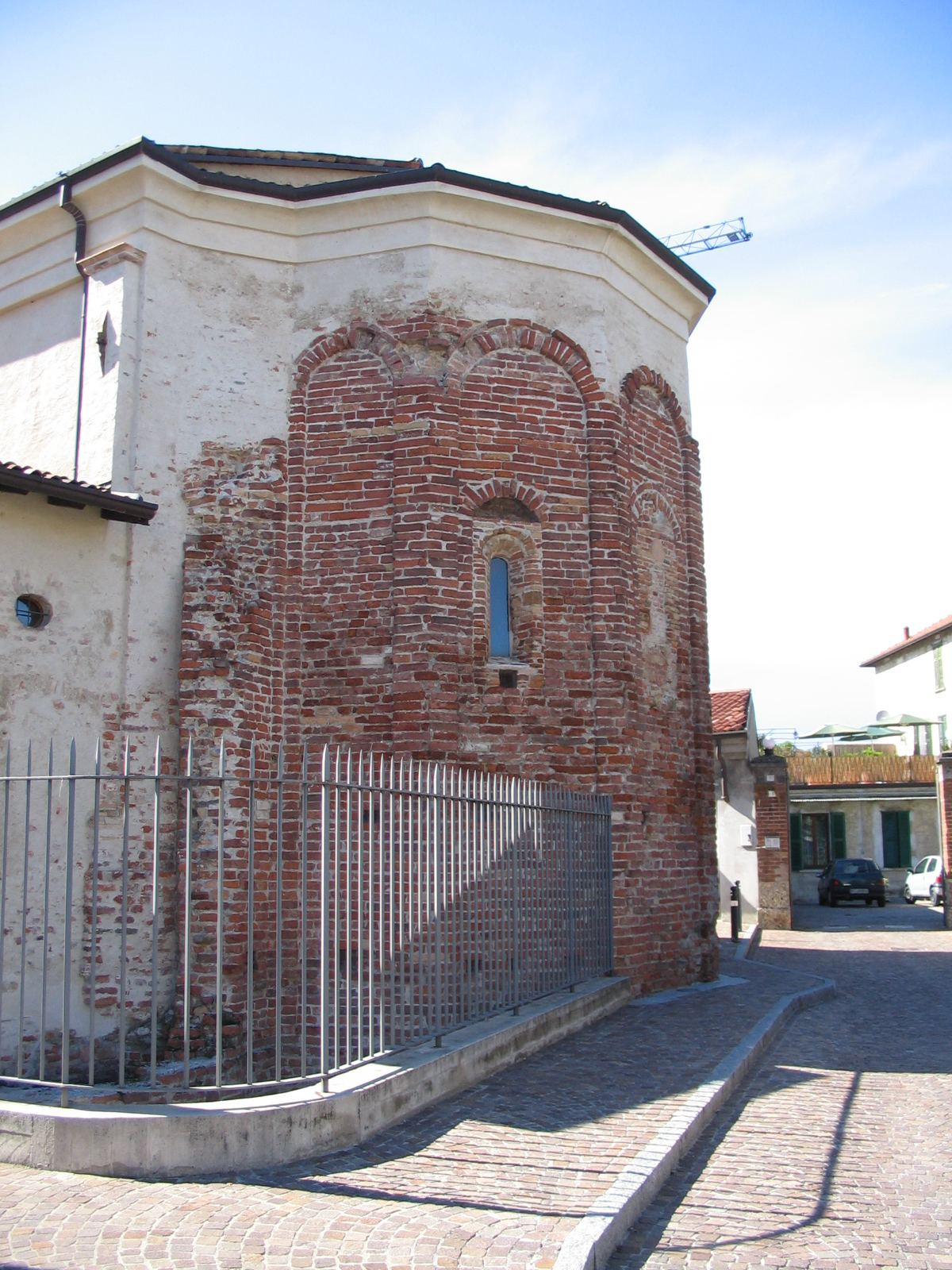
Vista posteriore della Basilica autarena

La Basilica autarena, edificata nel corso del VI secolo dai Longobardi, svolse inizialmente la funzione di edificio di culto ariano e, dal VII secolo, cattolico, venendo intitolata a Sant'Alessandro. Di essa rimane la struttura ed un pulpito. La chiesa è sconsacrata dal XVI secolo ma ha sempre svolto un ruolo importante nella comunità quando, ad esempio, divenne un ospedale di riabilitazione dei malati nel corso della prima guerra mondiale.

#### Chiesa parrocchiale di Sant'Alessandro

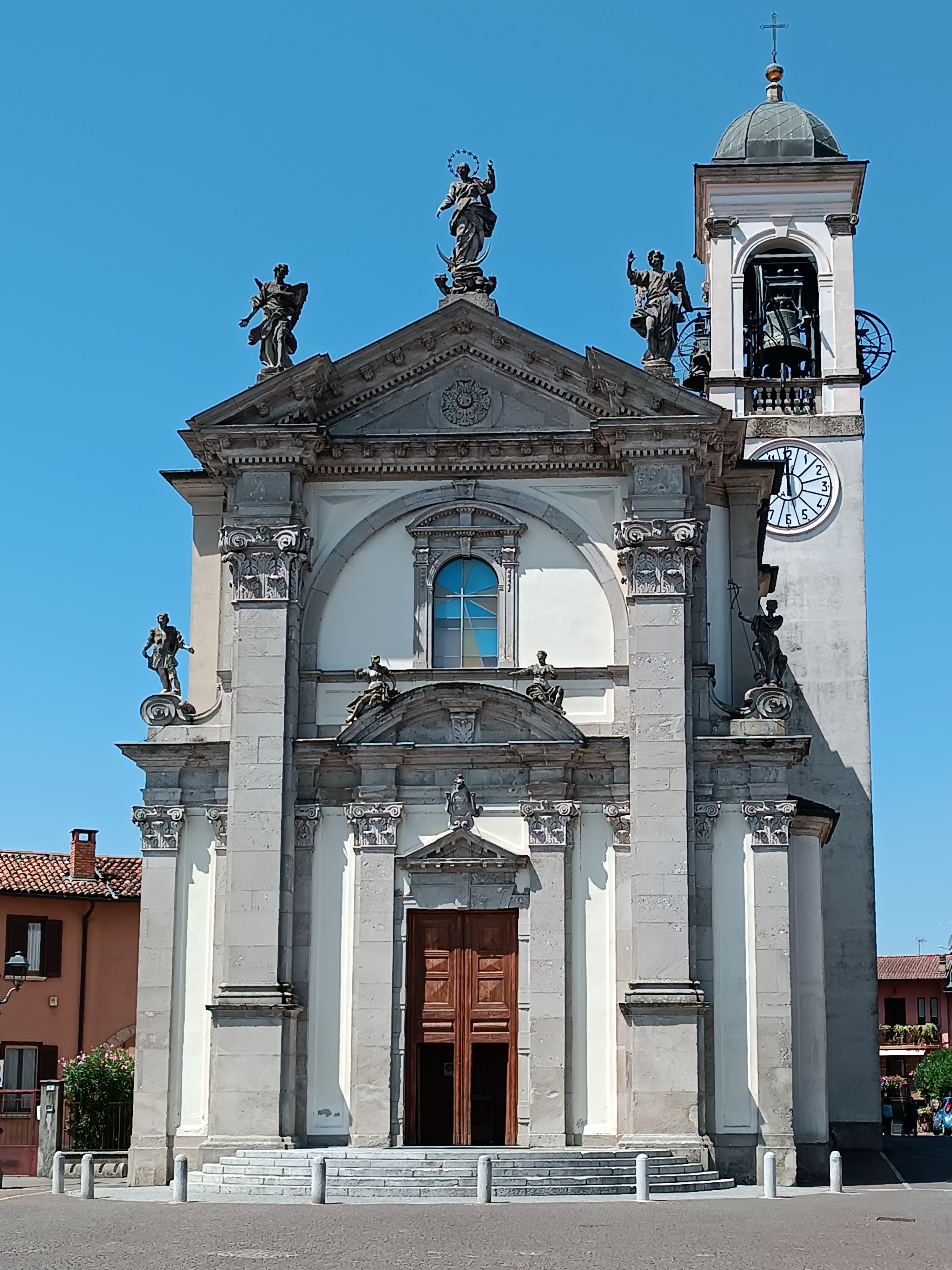
Facciata della chiesa di Sant'Alessandro

La chiesa parrocchiale, intitolata a Sant'Alessandro, risale al XVI secolo. Riedificata due secoli più tardi e ristrutturata più volte, presenta un buon numero di opere pittoriche, tra le quali spiccano i 15 quadri raffiguranti la Via Crucis opera di Francesco Cavagna, figlio di Gian Paolo. La chiesa subì un ampliamento nel 1933, nel 1938 fu dotata di un organo costruito dalla ditta cremasca Tamburini e nel 1948 vennero fuse ed installate 8 campane della ditta Ottolina, su iniziativa dell'arciprete don Antonio Terraneo.

#### Palazzo dei Vescovi
Il Palazzo dei Vescovi, residenza utilizzata appunto dai vescovi della città di Bergamo prima che il paese passasse, nel XVIII secolo, sotto la giurisdizione della diocesi di Milano. Oggi è sede della biblioteca comunale.

### Architetture civili

#### Linificio Canapificio Nazionale
Lo stabilimento, edificato a fine XIX secolo per lo sfruttamento delle acque del fiume ai fini della produzione di tessuti di lino e canapa, è stata la principale fonte di lavoro del paese fino alla sua chiusura a fine XX secolo.

### Aree naturali

#### Parco Adda Nord
Le aree naturali disposte lungo il fiume ricadono nel Parco Adda Nord.

## Società

### Evoluzione demografica
- 627 nel 1805[6]
- annessione a Pontirolo nel 1809[6]
- 774 nel 1816[6]
- 1 090 nel 1853[6]
- 1 156 nel 1859[6]
- 1 171 nel 1861[6]
- 1 619 nel 1871 dopo l'annessione di Massari Melzi[6]

Abitanti censiti

### Etnie e minoranze straniere
Gli stranieri residenti a Fara Gera d'Adda al 1º gennaio 2024 sono 770 e rappresentano il 9,6% della popolazione residente. I gruppi stranieri più rilevanti provengono da Albania e Romania.

## Cultura

### Eventi
Tra gli eventi più importanti vi è la festa patronale di Sant'Alessandro con i fuochi d'artificio sparati dal centro del fiume previa chiusura della passerella e in concomitanza la rassegna musicale Fara Rock.

## Amministrazione
| Periodo        | Periodo        | Primo cittadino        | Partito      | Carica                  | Note                 |
| -------------- | -------------- | ---------------------- | ------------ | ----------------------- | -------------------- |
| 1636           | 1636           | Giuseppe Antonio Volpi |              | Sindaco                 | [ 6 ]                |
| 1650           | 1650           | Zanino Provenzi        |              | Sindaco                 | [ 6 ]                |
| 1660           | 1660           | Antonio Squarcino      |              | Sindaco                 | [ 6 ]                |
| 1704           | 1704           | Bartolomeo Pellegrino  |              | Sindaco                 | [ 6 ]                |
| 1782           | 1788           | Carlo Goggi            |              | Sindaco                 | [ 6 ]                |
| 1791           | 1791           | Carlo Farina           |              | Sindaco                 | [ 6 ]                |
| 1860           | 1862           | Giovanni Rivoli        |              | Sindaco                 | [ 6 ]                |
| 1863           | 1869           | Rocco Pellegrini       |              | Sindaco                 | [ 6 ]                |
| 1869           | 1875           | Gaetano Allevi         |              | Sindaco                 | [ 6 ]                |
| 1876           | 1893           | Agostino Guaitani      |              | Sindaco                 | [ 6 ]                |
| 1893           | 1896           | Luigi Annoni           |              | Sindaco                 | [ 6 ]                |
| 1896           | 1901           | Giulio Pestalozza      |              | Sindaco                 | [ 6 ]                |
| 1902           | 1902           | Luigi Annoni           |              | Sindaco                 | [ 6 ]                |
| 1903           | 1903           | Luigi Annoni           |              | Sindaco                 | [ 6 ]                |
| 1903           | 1903           | Giuseppe Bolis         |              | Commissario prefettizio | [ 6 ]                |
| 1903           | 1903           | Edoardo De Domenico    |              | Commissario regio       | [ 6 ]                |
| 1903           | 1907           | Agostino Guaitani      |              | Sindaco                 | [ 6 ]                |
| 1907           | 1910           | Giuseppe Guaitani      |              | Sindaco                 | [ 6 ]                |
| 1910           | 1912           | Giosuè Quadri          |              | Sindaco                 | [ 6 ]                |
| 1912           | 1920           | Agostino Guaitani      |              | Sindaco                 | [ 6 ]                |
| 1920           | 1923           | Silvio Pezzani         |              | Sindaco                 | [ 6 ]                |
| 1923           | 1925           | Raimondo Fattori       |              | Commissario prefettizio | [ 6 ]                |
| 1926           | 1931           | Raimondo Fattori       |              | Podestà                 | [ 6 ]                |
| 1931           | 1933           | Giovanni Frongia       |              | Commissario prefettizio | [ 6 ]                |
| 1933           | 1944           | Emilio Bettini         |              | Podestà                 | [ 6 ]                |
| 1944           | 1945           | Vincenzo Carano        |              | Commissario prefettizio | [ 6 ]                |
| 1945           | 1946           | Edoardo Reseghetti     | DC           | Sindaco CLN             | [ 6 ]                |
| 1946           | 1964           | Edoardo Reseghetti     | DC           | Sindaco                 | [ 6 ]                |
| 1964           | 1970           | Duilio Fagnani         | DC           | Sindaco                 | [ 6 ]                |
| 1970           | 1975           | Enrico Comi            | DC           | Sindaco                 | [ 6 ]                |
| 1975           | 1985           | Gaetano Lattuada       | DC           | Sindaco                 | [ 6 ] [ 11 ]         |
| 23 1995        | 1999           | Lucio Vincenzo Colombo | lista civica | Sindaco                 | [ 12 ]               |
| 1999           | 2004           | Lucio Vincenzo Colombo | lista civica | Sindaco                 | [ 12 ]               |
| 2004           | 2009           | Valerio Piazzalunga    | lista civica | Sindaco                 | [ 12 ]               |
| 8 giugno 2009  | 25 maggio 2014 | Valerio Piazzalunga    | lista civica | Sindaco                 | [ 12 ] [ 13 ] [ 14 ] |
| 25 maggio 2014 | 27 maggio 2019 | Armando Pecis          | lista civica | Sindaco                 | [ 12 ] [ 15 ]        |
| 27 maggio 2019 | in carica      | Raffaele Assanelli     | lista civica | Sindaco                 | [ 12 ] [ 16 ]        |